# 氯化铽
氯化铽是一种无机化合物，化学式为TbCl3。在固态时它有着YCl3的层状结构。氯化铽可以形成无水物和六水合物。

## 配合物
氯化铽可以和甘氨酸形成配合物Tb(gly)3Cl3·3H2O。